# Đỉnh Sitalk

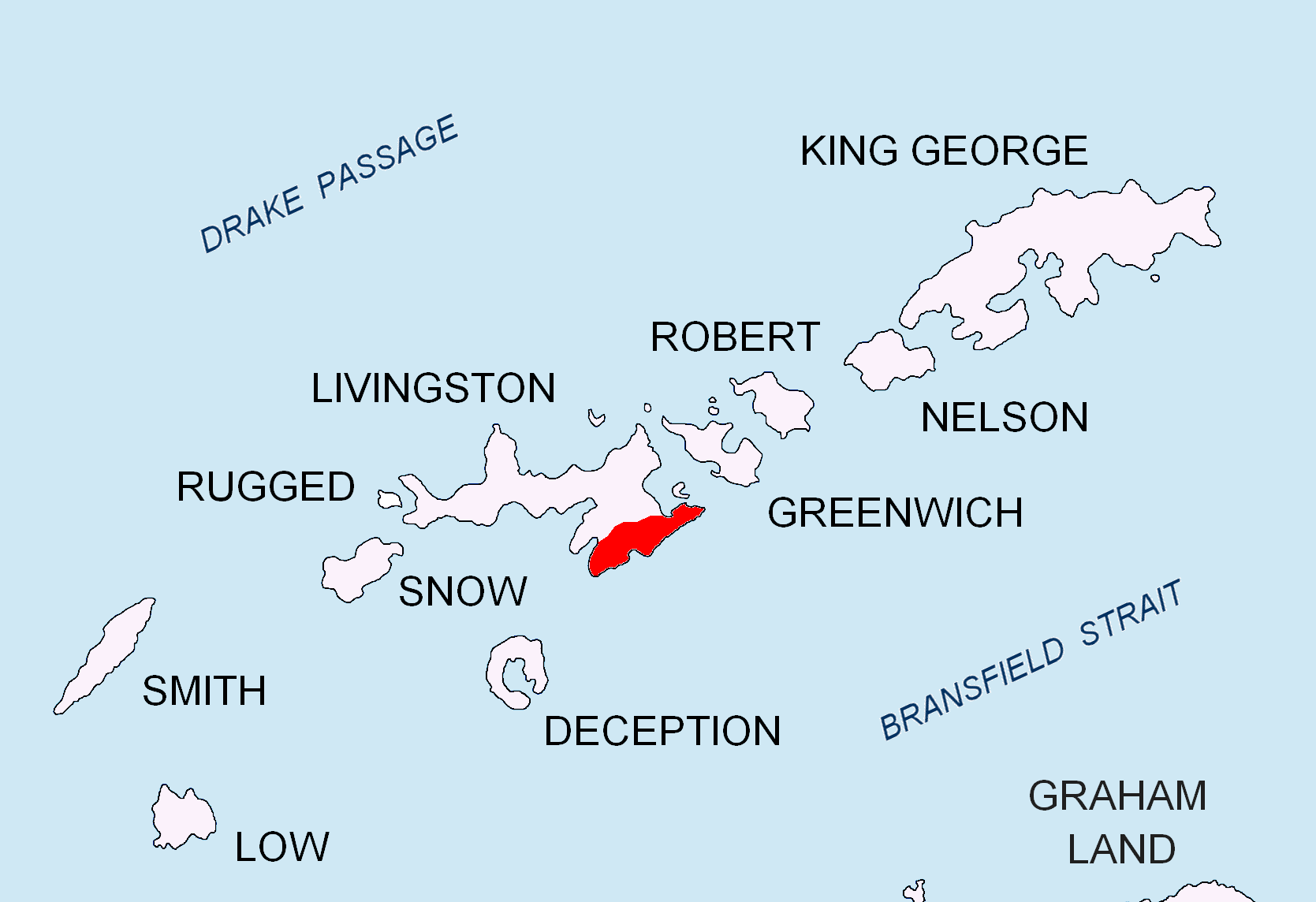
Vị trí của dãy núi Tangra trên đảo Livingston thuộc quần đảo Nam Shetland.

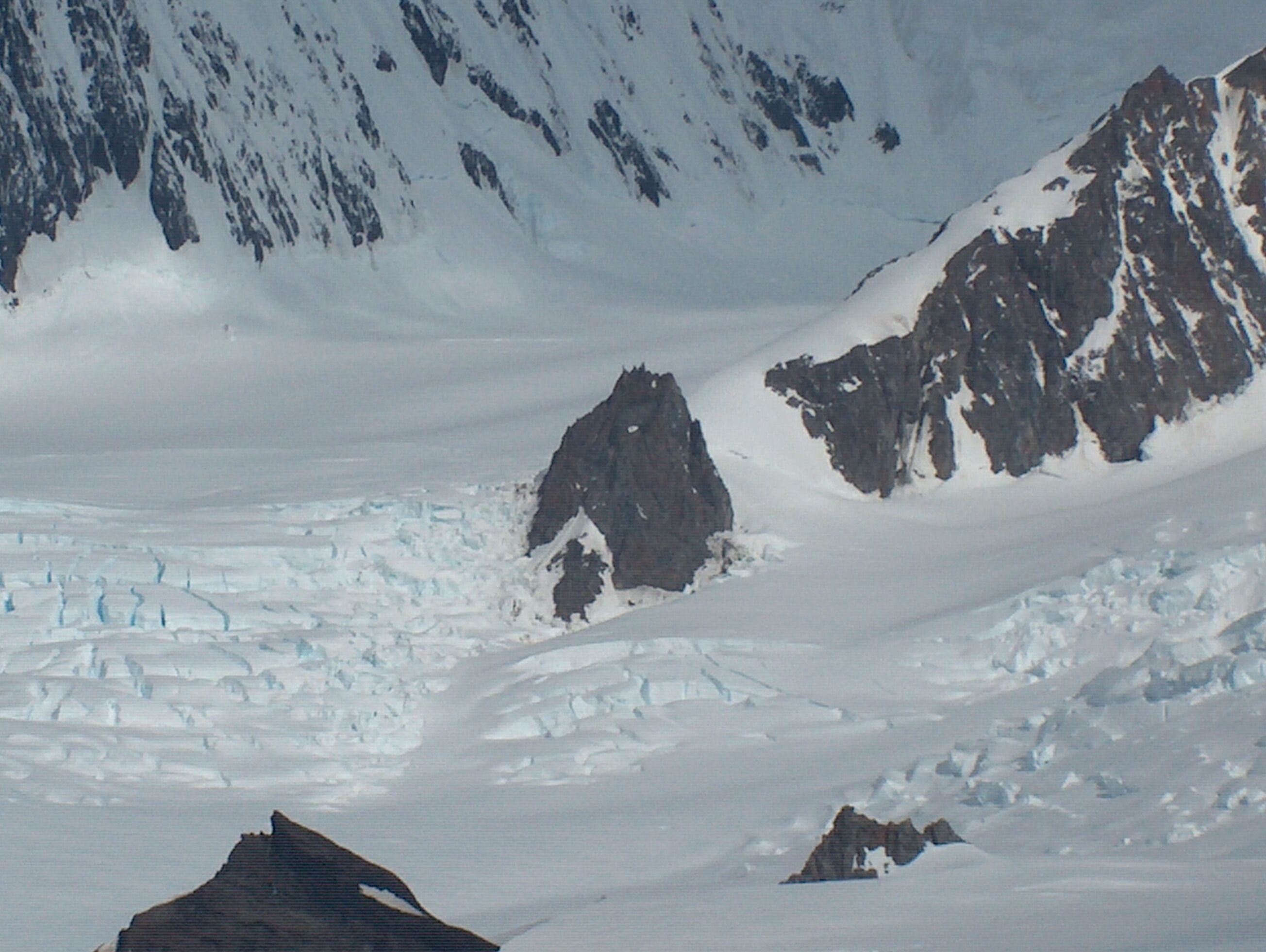
Đỉnh Sitalk nhìn từ chân phía nam của Đỉnh Petrich.

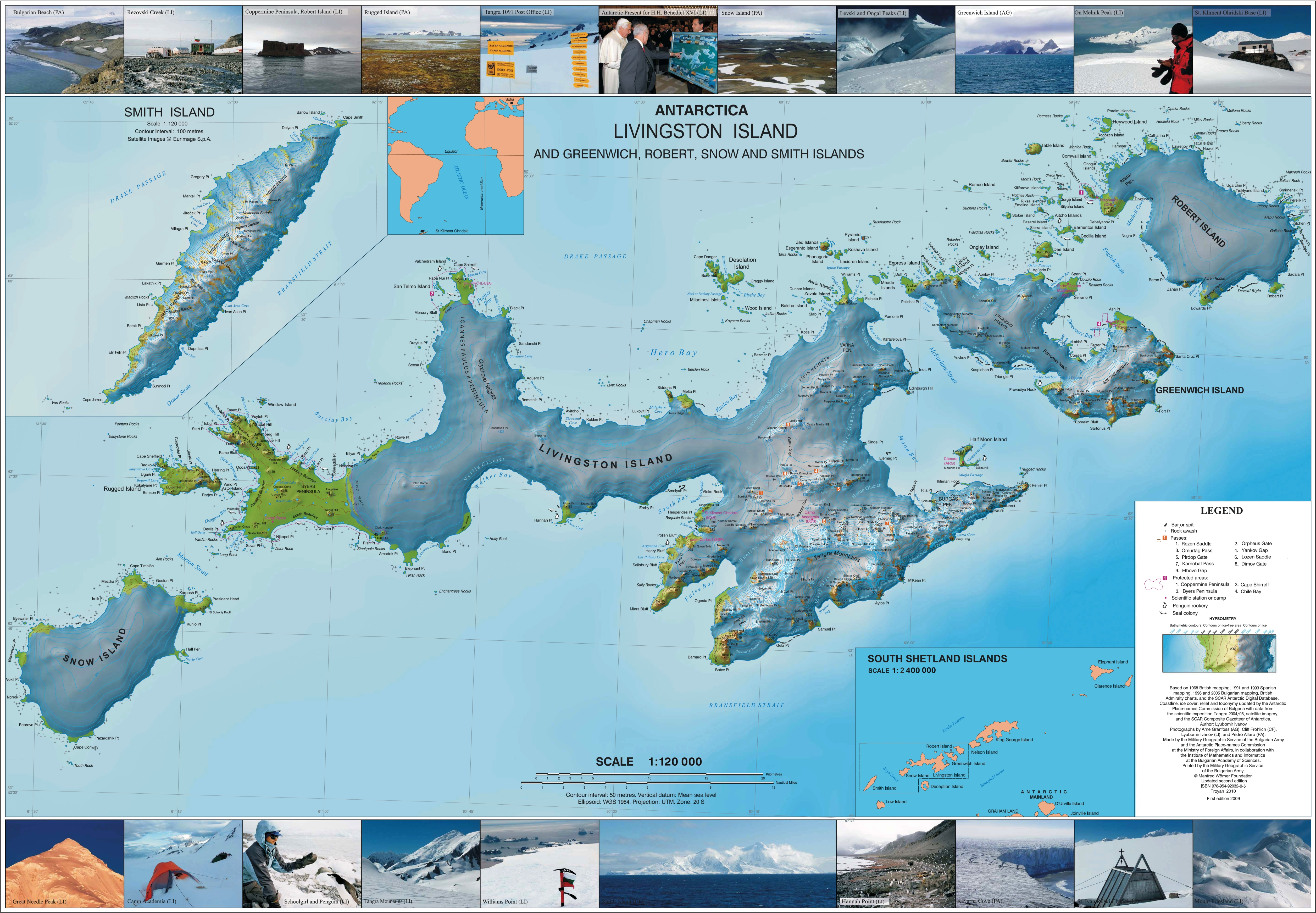
Bản đồ địa hình của các đảo Livingston, Greenwich, Robert, Snow và Smith.

Đỉnh Sitalk (tiếng Bulgaria: връх Ситалк, đã Latinh hoá: vrah Sitalk, IPA: [ˈvrɤx siˈtaɫk]) là một đỉnh núi đá có độ cao 600 m ở Levski Ridge, dãy núi Tangra, đảo Livingston thuộc quần đảo Nam Shetland, Nam Cực. Đỉnh Sitalk nằm ở cuối một sườn núi phụ chạy dài về phía Bắc từ Đỉnh Great Needle.
Đỉnh núi được đặt tên theo vua Sitalk của Thracia, 431-424 trước Công nguyên.

## Vị trí
Đỉnh núi nằm ở tọa độ 62°38′49,7″N 60°03′38″T / 62,63333°N 60,06056°T.

## Bản đồ
- LL Ivanov và cộng sự. Nam Cực: Đảo Livingston và Đảo Greenwich, Quần đảo Nam Shetland. Bản đồ địa hình tỷ lệ 1: 100000. Sofia: Ủy ban địa danh Nam Cực của Bulgaria, 2005.
- LL Ivanov. Nam Cực: Đảo Livingston và Đảo Greenwich, Robert, Snow và Smith. Bản đồ địa hình tỷ lệ 1: 120000. Troyan: Quỹ Manfred Wörner, 2009.ISBN 978-954-92032-6-4